# Moussa Niakhaté
Moussa Niakhaté (ur. 8 marca 1996 w Roubaix) – senegalsko–francuski piłkarz malijskiego pochodzenia, grający na pozycji obrońcy we francuskim klubie Olympique Lyon oraz w reprezentacji Senegalu.

## Życiorys
W czasach juniorskich trenował w Lille OSC, ES Wasquehal i US Boulogne. W latach 2013–2015 był piłkarzem rezerw Valenciennes FC, po czym dołączył do jego pierwszego zespołu. 1 lipca 2017 odszedł do pierwszoligowego FC Metz. W Ligue 1 zagrał po raz pierwszy 12 sierpnia 2017 w przegranym 0:2 meczu z Girondins Bordeaux. 7 lipca 2018 został za 6 milionów euro piłkarzem niemieckiego 1. FSV Mainz 05. W Bundeslidze zadebiutował 26 sierpnia 2018 w wygranym 1:0 spotkaniu z VfB Stuttgart.